# Поштова (зупинний пункт)
Пошто́ва — пасажирський залізничний зупинний пункт Харківської дирекції Південної залізниці на електрифікованій лінії Берестин — Лозова між станціями Балки (2 км) та Берестин (11 км). Розташований в селищі Балки Берестинського району Харківської області.

## Пасажирське сполучення
На платформі Поштова зупиняються приміські електропоїзди сполученням Полтава-Південна — Лозова.